# Harmonia

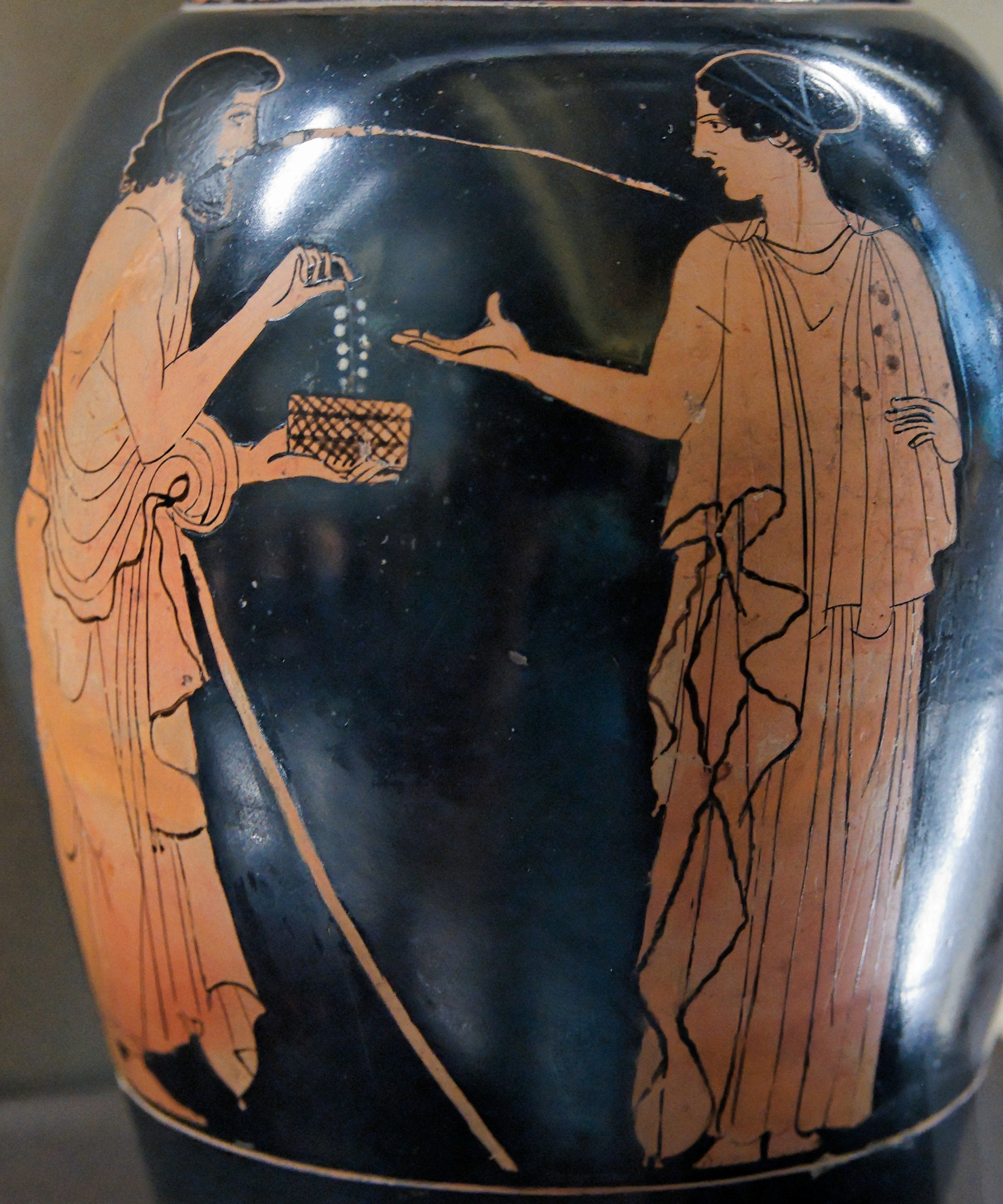
Polyneikes überreicht Eriphyle das Halsband der Harmonia. Attische Vasenmalerei (Louvre G442, Paris)

Harmonia (altgriechisch Ἁρμονία Harmonía) ist in der griechischen Mythologie die Göttin der Eintracht. Ihr entspricht in der römischen Mythologie die Concordia.
Harmonia ist die Tochter des Ares und der Aphrodite. Sie wurde die Gemahlin des Kadmos und Mutter des Polydoros, der Ino, der Autonoë, der Semele, des Illyrios und der Agaue.

## Hochzeit und Hochzeitsgeschenke
Bei ihrer Vermählung auf der Burg in Theben waren sämtliche Götter zugegen und übergaben ihr Geschenke. Kadmos von Theben schenkte ihr ein von Hephaistos gefertigtes kunstvolles Halsband. Diesen verhängnisvollen Schmuck gab später Polyneikes der Eriphyle, damit diese ihren Gemahl Amphiaraos zur Teilnahme am Krieg gegen Theben bewöge.
Nach Eriphyles Tod kam das Halsband an ihre Schwiegertochter Arsinoë, Gattin von  Alkmaion. Danach fiel es an Phegeus und Kallirrhoe. Es  brachte überall Zwietracht und Mord. Nachdem Alkmaions Söhne die Söhne des Phegeus getötet hatten, wurde es als Weihgeschenk im Tempel dem Apollon zu Delphi niedergelegt. Auch hier brachte es Unglück. Der Tyrann Phayllos liebte die Gemahlin des Ariston, eines Feldherrn der Oitaier. Er raubte dieses Halsband, um sie zu gewinnen, worauf ihr Sohn rasend wurde und sie samt ihrer Schätze verbrannte.

## Lebensende
Nach dem thebanischen Triumph des Dionysos über Pentheus bestimmte der siegreiche Gott, dass Harmonia und Kadmos sich in Schlangen verwandeln und in fernen Landen wohnen sollten. Von dort aus sollten sie mit einer barbarischen Horde Griechenland überfallen. So verließen sie Theben und zogen zum illyrischen Volk der Encheleer, denen ein Orakel verheißen hatte, dass sie nur siegen würden, wenn diese beiden ihre Oberbefehlshaber seien. Tatsächlich führten Harmonia und Kadmos die Encheläaer zum Sieg und wurden zu Herrschern Illyriens. Kadmos und Harmonia hatten hier einen weiteren Sohn, Illyrios. Schließlich wurden sie von Zeus nach Elysion versetzt. Nach Apollonios von Rhodos allerdings starben sie in Illyrien und wurden dort begraben. Es hieß auch, dass sie sich am Ende aus Schlangen in Steine verwandelt hätten.

## Samothrakische Tradition
Nach einer von Diodor überlieferten Tradition aus Samothrake war Harmonia die Tochter der Elektra und des Zeus. Kadmos kam demnach auf der Suche nach der geraubten Schwester Europa nach Samothrake, empfing die Weihen von Samothrake und heiratete Harmonia dort. Auch die Hochzeit wurde in Samothrake und nicht in Theben gefeiert. Oder Kadmos raubte die Harmonia, woher der samothrakische Festbrauch rührt, die „verschwundene Harmonia zu suchen“. Nach Stephanos von Byzanz soll Harmonia mit ihrem Bruder Dardanos und dessen Sohn Idaios aus Arkadien nach Samothrake gekommen sein. Nach Euhemeros schließlich soll Harmonia die Flötenspielerin eines phönikischen Königs gewesen sein und Kadmos ein Koch selbigen Königs, mit dem sie durchging.